# Bartolomité

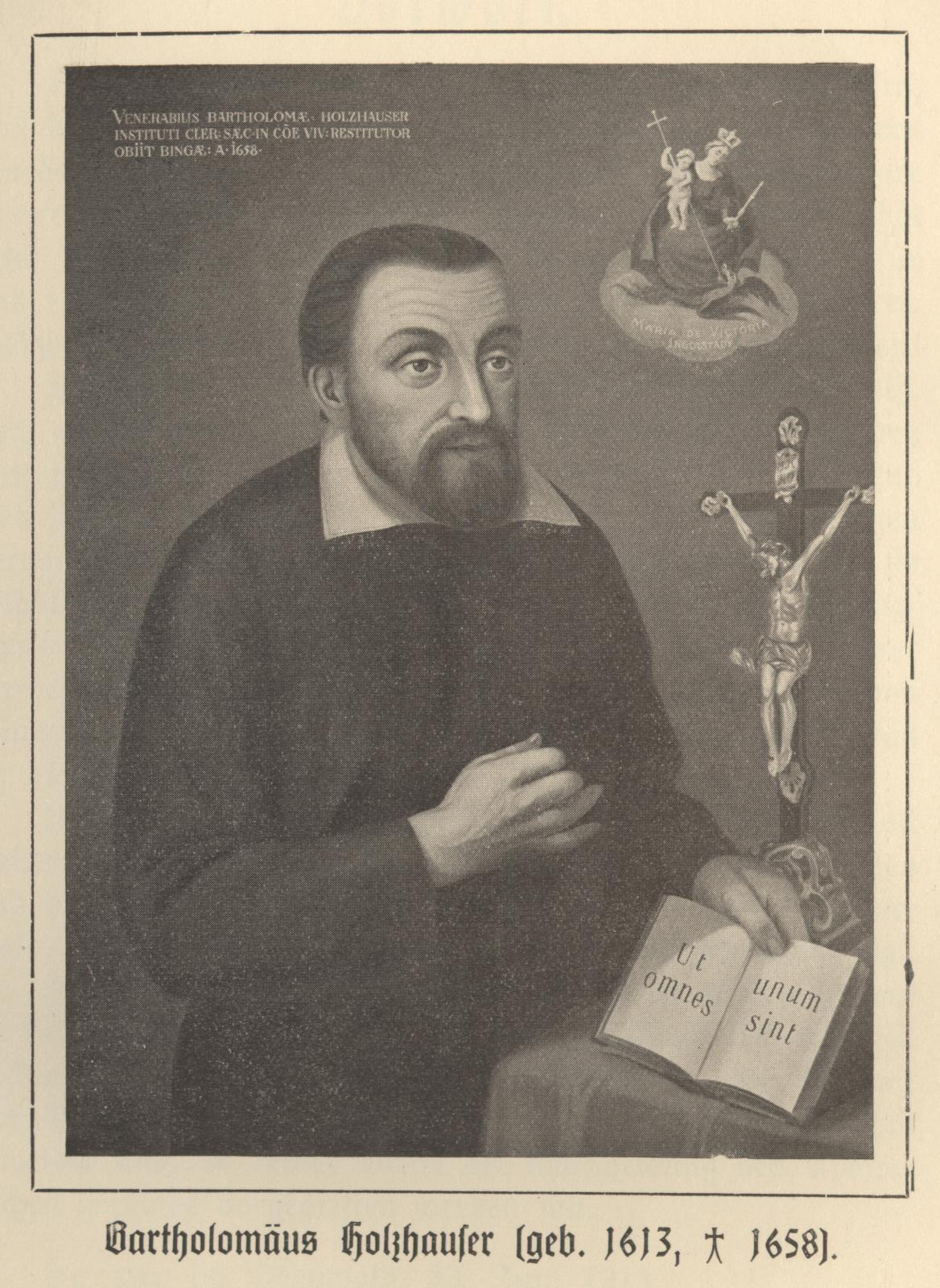
Bartoloměj Holzhauser, zakladatel řádu bartolomitů.

Bartolomité, oficiálním názvem (latinsky) Institutum clericorum in commune viventium, jsou řeholní řád, který byl založen kolem roku 1640. Jeho zakladatelem je ThDr. Bartoloměj Holzhauser, (německy) Bartholomäus Holzhauser (1613-1658), světský kněz a kanovník v Tittmoningu v Horním Bavorsku. Založil jej jako sdružení světských kněží.

## Historie
Jeho účelem bylo udržování horlivosti mezi světským duchovenstvem, vzdělání zdatných duchovních správců. Řídili se pravidly společného života (část řehole: „institutum clericorum in commune viventium nihil aliud est quam congregatio virorum ecclesiasticorum volentium vivere vitam sacres canonibus, consiliis Santisque Patribus conformem...“).
Členové bydleli, pokud to duchovní správa dovolovala, po dvou i více pohromadě, měli mužskou obsluhu, neskládali žádné sliby, ale byli povinni skládat počet ze svého soukromého jmění. Církevní důchody plynuly do společné pokladny diecéze. Sdružení mělo svůj seminář v Salcburku (1640-1649), odkud byl pak přeložen do Ingolstadtu a roku 1800 do Landshutu.

## Řád v českých zemích
V Praze vznikl roku 1705 ústav bartolomitů, při němž byl též noviciát. Roku 1782 byl ústav zrušen.